# Victoria Chișinău
FC Victoria Chișinău este un club de fotbal din Republica Moldova. Echipa a fost fondată în anul 1995 și în prezent evoluează în Liga 1.

## Palmares
- Divizia "B" Centru

Câștigătoare (2): 2010-11, 2011-12
- Cupa Moldovei

Sferturi de finală: 2013-14